# Aglaure fille de Cécrops
Pour les articles homonymes, voir Aglaure.
Aglaure (ou Aglauros) (en grec ancien Ἄγλαυρος / Áglauros), souvent orthographiée Agraulos, est une (ou plusieurs) héroïne de la mythologie grecque, liée à Cécrops (comme son épouse ou sa fille) et à Érichthonios, et donc au mythe de l’autochthonie des Athéniens. Elle est empreinte d’une certaine ambivalence ; elle est l’objet d’un culte aux dimensions civiques et locales en Attique, et elle n’est pas célébrée en-dehors de cette cité. Son nom évoque le beau temps.
Elle est présentée, avec ses deux sœurs, comme prêtresse du plus ancien sanctuaire de l'Acropole d'Athènes, l'Érechthéion.
Le jour de la fête des Plyntéria commémorant sa mort sacrificielle est un jour néfaste à Athènes,. Les Athéniennes juraient par Aglauros.

## Nom
Il existe deux variantes du nom de ce personnage : Aglaure/Aglauros, ou Agraulos/Agraule. Agraulos peut être traduit comme Celle-qui-passe-la-nuit-sur-le-champ ; Aglauros comme la Brillante, ou Celle-qui-donne-de-l’eau-claire. Ses deux sœurs, Pandrose et Hersé, ont aussi un nom en rapport avec la rosée : Pandrose est la Pleine-de-rosée, la Toute-couverte-de-rosée ; Hersé est la Rosée. La rosée (drosos) est assimilée par les Grecs à des liquides naturels, comme le miel, le lait, mais aussi le sperme : elles portent donc le nom d’un principe fécondant mâle.
Dans l’épigraphie (c’est-à-dire les inscriptions sur pierre, céramique, métal retrouvées par l’archéologie), on ne trouve que la forme en Agl. C’est la seule des deux formes dont on est surs qu’elle était utilisée par les Grecs de l’Antiquité. Aussi certains auteurs (comme V. Sebillote-Cuchet) privilégient cette forme.
Les auteurs antiques, tels que nous l’a transmis la tradition manuscrite, sont moins fermes dans l’orthographe. Les deux formes se retrouvent chez les uns et les autres, parfois chez le même. P. Brulé a étudié l’usage des deux formes, selon les auteurs et selon que la forme en Agl ou en Agr est utilisée pour l’une ou l’autre des fonctions attribuées à ce personnage (épouse de Cécrops, fille de Cécrops, etc.), Agraulos étant plus utilisée pour la mère et l’épouse, Aglauros plus pour la fille et la trophie (l’éducation) d’Érichthonios. Mais, selon le même, le grand nombre d’occurrences des deux variantes ne permet pas de trancher entre l’une ou l’autre orthographe.

## Parenté
Il existe de multiples versions de son ascendance et de la composition de sa fratrie.
La version dite canonique en fait la fille de Cécrops, le premier roi mythique d’Athènes, et la sœur de Pandrosos et Hersé. C’est la version la plus conforme aux récits et aux représentations les plus anciennes du personnage.
Selon Hygin, elle est la fille d’Érechtée, également roi mythique d’Athènes, et de la fille de celui-ci, Procris ; dans la Souda, elle est la fille d’Aktaion, ce qui en ferait l’épouse de Cécrops et la mère de ses filles, les Aglaurides parthenoi selon Euripide. Le Pseudo-Apollodore donne le nom d’Aglauros à la fois à l’épouse et à une fille de Cécrops. Enfin, selon Hellanicos elle est la mère d’Alkippè fille d’Arès et selon Pausanias, la mère de Céryx fils d’Hermès.
Elle est la fille d'Aglaure et de Cécrops, premier roi d'Athènes. Elle a deux sœurs, Hersé et Pandrose, et un frère, Érysichthon.

## Culte
Aglauros reçoit un culte dans l’Aglauréion, un temple situé dans une grotte de l’Acropole, sur sa pente est. Elle est aussi destinataire de rituels lors des fêtes des Plyntéria (lors de laquelle on lave le péplos d’Athéna Parthénos) et des Kallyntéria (lors de laquelle on déshabille puis on rhabille la statue).
Au moins au milieu du IVe siècle av. J.-C., la prêtresse chargée du culte d’Aglauros était également en charge celui de Pandrosos. Cette prêtresse était tirée au sort parmi le genos des Salaminiens,.
Des rituels lui sont consacrés à Thorikos (sacrifice d’un mouton en juin) et dans le dème d’Erchia, lors d’une fête où des offrandes sont faites également à Kourotrophos, Poséïdon, Athéna Polias (en tant que divinité poliade d’Athènes) et Zeus Polieus. Enfin, à Acharnès, Aglauros figure parmi les divinités auxquelles les éphèbes prêtent serment lors de leur confirmation, serment qui était probablement répété au temple d’Aglauros.
Enfin, Porphyre de Tyr signale, de façon tardive et suspecte un culte à Agraulos/Aglauros à Salamine de Chypre.
Boutès, la fille mythique d’Aglauros, est l’ancêtre éponyme du genos des Étéoboutades, genos dans lequel sont recrutés les prêtres d’Athéna Polias et de Poséidon Érechtée. De même, la version où Aglauros est la mère d’Alkippè légitime le genos des Kéryces, organisation sacerdotale.
Les deipnophories sont une fête célébrant les trois Cécropides, dont Aglauros.

## Mythes
Il existe divers mythes où figure Aglauros (ou Agraulos), avec ces relations familiales différentes (parents, sœurs, enfants, amants et pères de ses enfants), différences issues du mode d’énonciation mythologique, où l’ordre de succession familiale et l’ordre chronologique importent peu. C’est le sens donné dans le récit qui compte : on a une Aglauros figure des origines de la cité et de la famille royale (elle-même en partie mythique), figure qui légitime des lignées de prêtres,. Dans ces récits des origines, la structure familiale est importante, et les épouses et les filles ont une place importante ; par ces récits, le féminin conserve une place structurante dans l’identité athénienne, actualisée par les rites et les cultes ; et cela atteste que la fonction maternelle est alors considérée comme suffisamment importante pour qu’on lui consacre des rites, des temples, des divinités, des mythes. Aglauros est ainsi au cœur de deux mythes difficilement conciliables dans la chronologie et la place qu’elle occupe dans la lignée de Cécrops, ce qui peut la faire considérer comme ambivalente, ou on peut aussi considérer que cette ambivalence vient simplement de la « superposition de deux récits qui n’ont pas grand-chose à voir l’un avec l’autre ». En tout cas, c’est la richesse de ces deux profils entremêlés, à la fois adulte (mère et prêtresse) qui se sacrifie pour la cité, et jeune fille incarnant le renouveau de la cité, qui la destine à recevoir le serment des éphèbes. Aglauros est ainsi une des héroïnes fondatrices prestigieuse (car ses qualités justifient qu’elle soit aimée d’Hermés ou d’Arès) de la cité athénienne.
Après leur mort, Aglaure, Pandrose et Hersé deviennent les Hyakinthides ou les Hyades.

### Aglaure sauveuse de la cité
Au IIIe siècle av. J.-C., Philochore donne un mythe d’Aglauros. Lors de la guerre contre le roi d’Éleusis, un oracle d’Apollon déclare que seul le sacrifice d’une personne de la famille royale sauvera la cité. Aglauros, alors prêtresse d’Athéna, se jette alors du haut de l’Acropole, ce qui permet de battre les ennemis à l’endroit même où elle s’est jetée et où fut construit son temple,. C’est Aglauros qui se désigne elle-même pour le sacrifice. Dans une autre version, une sœur d’Aglauros se précipite avec elle du haut du sanctuaire.
C’est ce thème qui serait le plus ancien, permettant d’offrir un modèle de sacrifice ultime aux jeunes éphèbes appelés à défendre le sol et les murs de la cité. Cette analyse repose sur l’archaïsme et l’ancienneté du serment des éphèbes et sur la présence de la prêtresse dans des rites liés à la rivalité entre Éleusis et Athènes.

### La kourotrophie d’Érichtonios

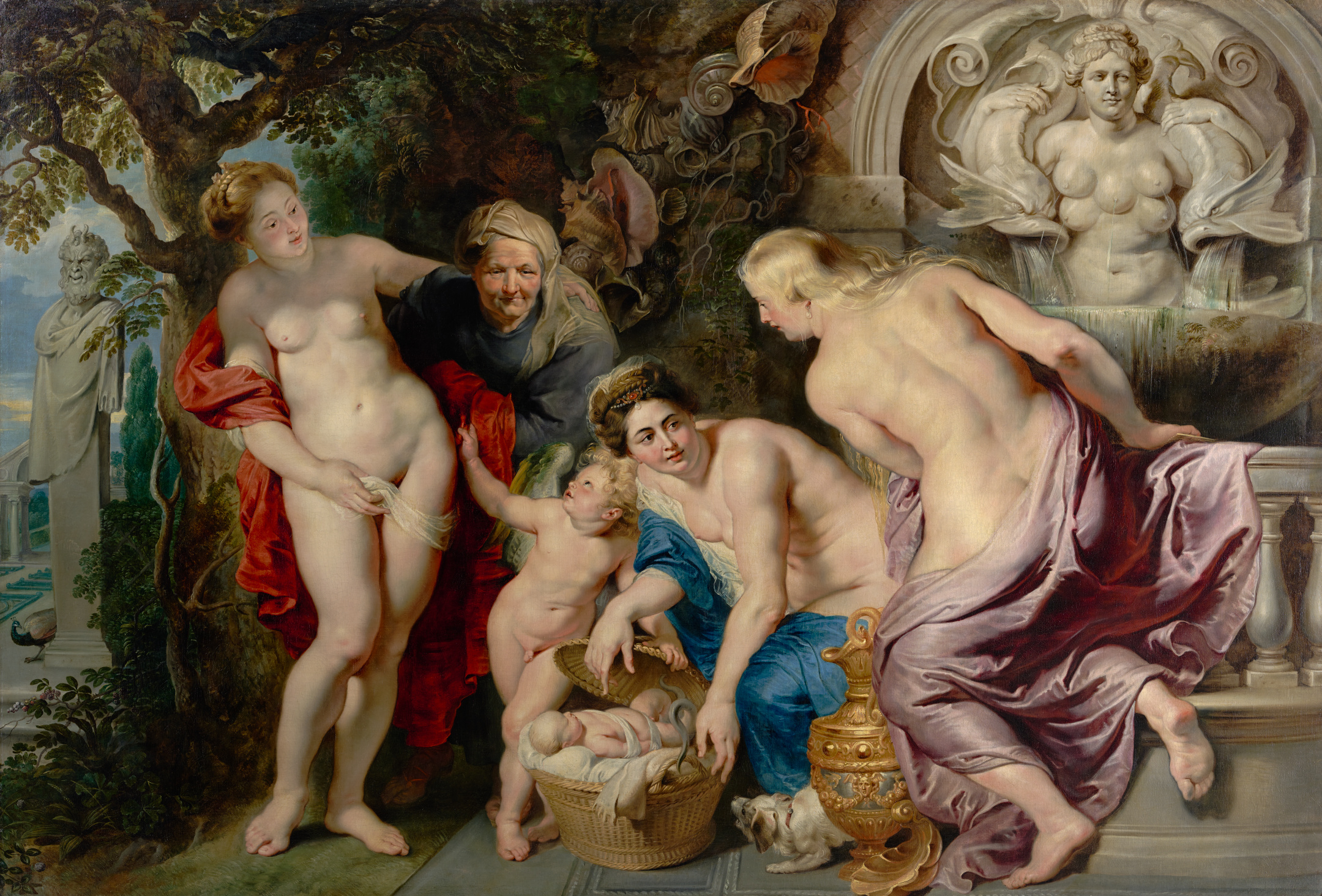
Peter Paul Rubens, La découverte de l'enfant Érysichthon, env. 1615

La kourotrophie est l’éducation d’un enfant, dans toutes ses composantes : alimentation, soins, habillage, éducation.
Dans la version d’Amélésagoras, Athéna confie aux sœurs une corbeille mystérieuse (ou un panier, ou un ciste), contenant le fils Érichthonios, né de la Terre avec Héphaïstos, avec interdiction de l’ouvrir. Dévorées par la curiosité, les sœurs l'ouvrent et découvrent à l'intérieur un monstre (être mi-humain mi-ophidien) ou un enfant avec un (ou deux) serpent enroulé autour de son corps. Frappée de folie par Athéna, Aglauros (et éventuellement sa sœur Hersé) se précipitent du haut de l'Acropole,. Cette version est confirmée par Pausanias et le Pseudo-Apollodore. D’autres versions indiquent qu’elles se sont jetées dans la mer. Plus tard, Athéna veilla sur l’enfant avec une lampe, qui mythiquement se retrouve ensuite dans l’Érechthéion.

### Aglaure dans les Métamorphoses d'Ovide

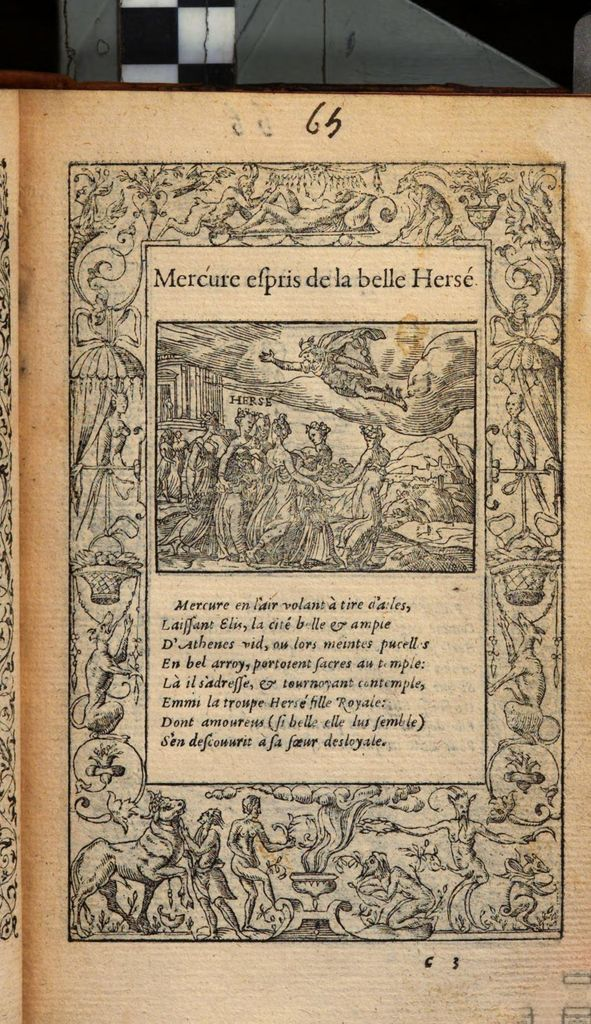
Mercure épris de la belle Hersé, gravure de Bernard Salomon publiée dans la Métamorphose d'Ovide figurée par Jean de Tournes en 1557.

Ovide donne deux versions différentes du mythe d’Aglaure dans ses Métamorphoses :
« Un jour, Hermès arriva au palais de son père, car il était amoureux d'Hersé. Après lui avoir demandé son identité et la raison de sa présence, Aglaure exigea de lui une rançon pour accepter cette union, gagnant par là-même la faveur de sa sœur et du dieu. Mais l'Envie, attisée par Athéna, répand la jalousie chez Aglaure. Elle décide d'empêcher Hermès de pénétrer dans la chambre de sa sœur, car il faut d'abord passer par la sienne pour y entrer, mais Hermès l'en empêche en la transformant en statue de pierre. »
Dans le deuxième livre des Métamorphoses, Aglaure, la fille de Cécrops, est donnée comme étant la mère d'Alcippe, née d'une liaison avec Arès et elle est mentionnée à deux reprises.
La première fois, elle est nommée par la corneille, autrefois l'oiseau favori de Pallas Athéna, qui donne au corbeau un avertissement sur le fait que même les meilleures intentions dans l'annonce d'une mauvaise nouvelle ne sont pas toujours récompensées. À cet égard, la corneille raconte l'épisode au cours duquel Athéna a confié le nouveau-né Érichthonios, aux trois filles de Cécrops, Aglaure, Hersé et Pandrose. L'enfant fut livré dans une corbeille fermée, avec interdiction de l'ouvrir, mais Aglaure, plus curieuse et plus audacieuse que les pieuses sœurs, désobéit. La corneille, témoin du fait, rapporte la nouvelle à Athéna, qui avec regret chasse la messagère — une attitude qui expliquerait pourquoi les corbeaux évitent l’Acropole. Aglaure reste cependant impunie, puisqu'elle réapparaît dans une autre histoire, dans une série de contes sur Hermès.

En survolant Athènes, Hermès aperçoit Hersé lors des fêtes panathénaïques et tombe amoureux d'elle. Alors qu'Hermès s'apprête à lui rendre visite, Aglaure lui interdit l'accès à la maison en exigeant une récompense en or. Athéna devient alors furieuse de cette nouvelle offense et décide de punir la jeune fille. La déesse se rend donc chez le démon Inuidia (l'Envie) et lui demande de persécuter Aglaure.

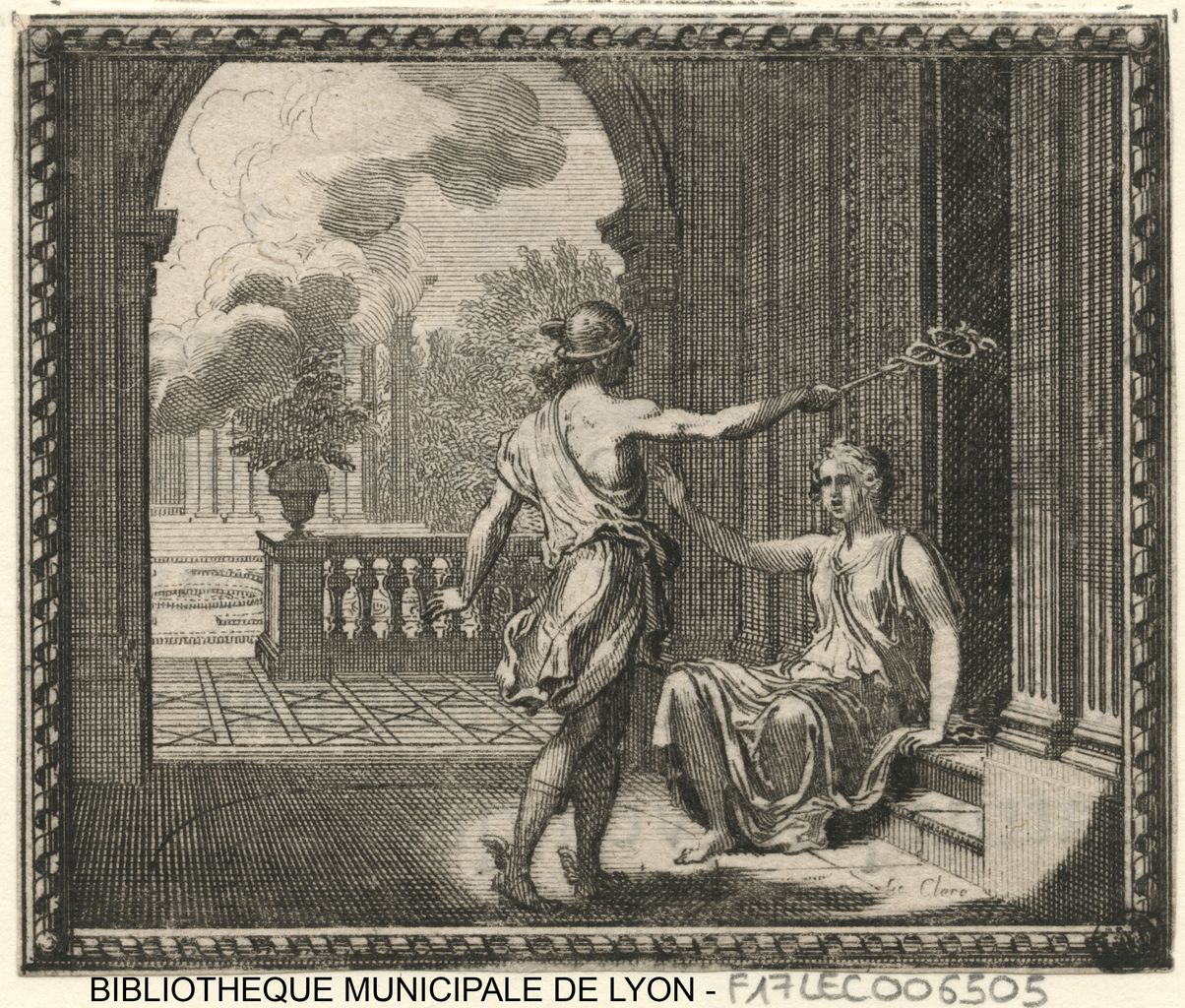
Aglaure transformée en rocher par Mercure, gravure de Sébastien Leclerc publiée dans les Métamorphoses d'Ovide en rondeaux en 1676.

Dans un passage des Métamorphoses, Livre II (752-832) :
« Verse tes poisons dans l'âme d'une des filles de Cécrops ; Aglauros est son nom. C'est tout ce que j'exige de toi »
Aglaure, sous l'emprise de l'Envie, devient jalouse de sa sœur. Elle se permet de défier le Hermès en lui refusant l'accès à la demeure, en s'asseyant sur le seuil et en lui barrant la route, menaçant de résister. La femme est alors pétrifiée par le dieu.
Le philologue classique Hermann Fränkel caractérise la version ovidienne du mythe comme une légende d'ordre étiologique, qui vise à expliquer l'origine des statues monumentales archaïques assises.

#### Aglaure et Invidia

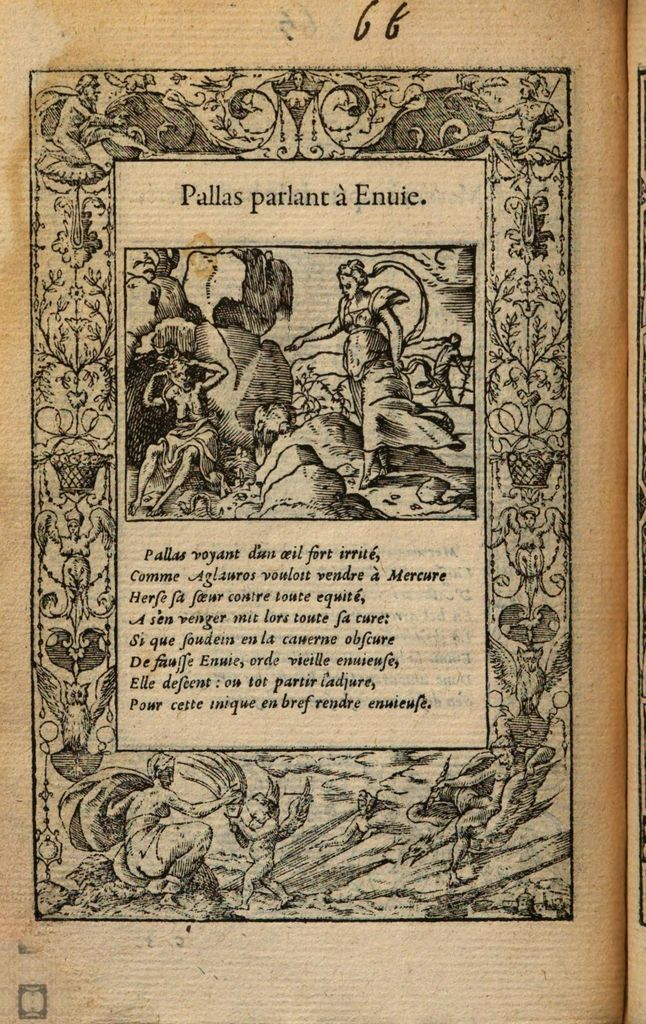
Pallas parlant à Inuidia, gravure de Bernard Salomon publiée dans la Métamorphose d'Ovide figurée par Jean de Tournes en 1557.

Dans le contexte ovidien, l'évolution de la légende d'Aglaure apparaît comme une réponse à la nécessité de trouver une victime appropriée pour Invidia qui, avec Fames, Fama et Somnus (la Faim, la Renommée et le Sommeil), représente l'une des personnifications caractéristiques de la métamorphose. Le concept du "regard interdit" lié à la légende d'Aglaure et son désir d'ouvrir la corbeille constituent un précédent au choix de lier sa figure à celle d'Invidia.
Cependant, le crime de la corbeille ne satisfaisait pas le lien avec le thème de l'Envie, d'où la nécessité de créer une nouvelle légende. Le lien traditionnel entre Hermès et Hersé fournit ainsi la base narrative, stimulant l'idée d'une rivalité et d'une jalousie entre les sœurs.
Finalement, pour la jeune fille, l'Envie n'est rien d'autre qu'une forme de folie, car l'obsession de l'envie conduit Aglaure à la folie suicidaire. Elle pénètre l'âme et le corps de la fille comme un poison — métaphore soulignée par Ovide dans sa description de la nature serpentine et vénéneuse de la figure de l'Envie. En cela, la légende ovidienne rappelle des formes plus anciennes de punition d'Aglaure, dans lesquelles la jeune fille était immédiatement tuée par le serpent d'Érichthonios ou tombait dans la folie sous son influence.

### Autres
Les trois Cécropides apparaissent dans le mythe du rapt d’Oreithya.

## Sources antiques
- Pseudo-Apollodore, Bibliothèque [détail des éditions] [lire en ligne] (III, 14, 2).
- Pausanias, Description de la Grèce [détail des éditions] [lire en ligne] (I, 21, 4).
- (en + grc) Souda (lire en ligne) (s.v. Ἄγλαυρος).
- Ovide, Métamorphoses [détail des éditions] [lire en ligne] (II)

Autres auteurs antiques mentionnant Aglauros ou Agraulos : Amélésagoras ; Euripide ; Hygin ; Lactance ; Fulgence ; Athénagoras ; la Bibliothèque ; Stéphane de Byzance ; Porphyre ; Eusèbe ; Scholie de Démosthène ; Philochore ; Photios ; Hérodote ; Polyen ; Plutarque ; Démosthène ; Aristophane ; Hésychios ; Harpocration